# ありがとう (高杉さと美の曲)
「ありがとう」は、2008年6月25日にリリースされた高杉さと美の5枚目のシングル。

## 収録楽曲

### CD
1. ありがとう （作詞：高杉さと美 作曲：葛谷葉子）
2. もう一度はじめよう  （作詞：高杉さと美 作曲：佐藤ワタル）
3. ありがとう -Instrumental-
4. もう一度はじめよう  -Instrumental-

### DVD
1. ありがとう music video